# Epimelitta postimelina
Epimelitta postimelina là một loài bọ cánh cứng trong họ Cerambycidae.